# Euhagena
Euhagena is een geslacht van vlinders uit de familie wespvlinders (Sesiidae), onderfamilie Sesiinae.
Euhagena is voor het eerst wetenschappelijk beschreven door Edwards in 1881. De typesoort is Euhagena nebraskae.

## Soorten
Euhagena omvat de volgende soorten:
- E. callipleura Meyrick, 1932
- E. emphytiformis (Walker, 1856)
- E. hirsuta Engelhardt, 1946
- E. lasicera (Hampson, 1906)
- E. leucozona (Hampson, 1919)
- E. nebraskae Edwards, 1881
- E. nobilis (Druce, 1910)
- E. palariformis Lederer, 1858
- E. variegata (Walker, 1865)